# EM i ishockey (mænd)
Europamesterskabet i ishockey var en turnering for mandlige europæiske landshold, der blev afholdt i perioden 1910-1932. Mesterskabet blev ikke spillet 1915-1920 på grund af 1. verdenskrig. Fra 1933 til 1991 blev der uddelt EM-medaljer til de tre bedste europæiske hold ved VM i ishockey.
EM for kvinder blev afviklet i perioden 1989-1996: Se EM i ishockey (kvinder).

## Europamesterskaber gennem tiden
| År   | Guld              | Sølv             | Bronze                |
| ---- | ----------------- | ---------------- | --------------------- |
| 1910 | Storbritannien    | Tyske Kejserrige | Belgien               |
| 1911 | Bøhmen            | Tyske Kejserrige | Belgien               |
| 1912 | Bøhmen            | Tyske Kejserrige | Østrig                |
| 1913 | Belgien           | Bøhmen           | Tyske Kejserrige      |
| 1914 | Bøhmen            | Tyske Kejserrige | Belgien               |
| 1921 | Sverige           | Tjekkoslovakiet  | Ingen                 |
| 1922 | Tjekkoslovakiet   | Sverige          | Schweiz               |
| 1923 | Sverige           | Frankrig         | Tjekkoslovakiet       |
| 1924 | Frankrig          | Sverige          | Schweiz               |
| 1925 | Tjekkoslovakiet   | Østrig           | Schweiz               |
| 1926 | Schweiz           | Tjekkoslovakiet  | Østrig                |
| 1927 | Østrig            | Belgien          | Weimarrepublikken     |
| 1928 | Sverige           | Schweiz          | Storbritannien        |
| 1929 | Tjekkoslovakiet   | Polen            | Østrig                |
| 1930 | Weimarrepublikken | Schweiz          | Østrig                |
| 1931 | Østrig            | Polen            | Tjekkoslovakiet       |
| 1932 | Sverige           | Østrig           | Schweiz               |
| 1933 | Tjekkoslovakiet   | Østrig           | Nazi-Tyskland Schweiz |
| 1934 | Nazi-Tyskland     | Schweiz          | Tjekkoslovakiet       |
| 1935 | Schweiz           | Storbritannien   | Tjekkoslovakiet       |
| 1936 | Storbritannien    | Tjekkoslovakiet  | Nazi-Tyskland         |
| 1937 | Storbritannien    | Schweiz          | Nazi-Tyskland         |
| 1938 | Storbritannien    | Tjekkoslovakiet  | Nazi-Tyskland         |
| 1939 | Schweiz           | Tjekkoslovakiet  | Nazi-Tyskland         |
| 1947 | Tjekkoslovakiet   | Sverige          | Østrig                |
| 1948 | Tjekkoslovakiet   | Schweiz          | Sverige               |
| 1949 | Tjekkoslovakiet   | Sverige          | Schweiz               |
| 1950 | Schweiz           | Storbritannien   | Sverige               |
| 1951 | Sverige           | Schweiz          | Norge                 |
| 1952 | Sverige           | Tjekkoslovakiet  | Schweiz               |
| 1953 | Sverige           | Tyskland         | Schweiz               |
| 1954 | Sovjetunionen     | Sverige          | Tjekkoslovakiet       |
| 1955 | Sovjetunionen     | Tjekkoslovakiet  | Sverige               |
| 1956 | Sovjetunionen     | Sverige          | Tjekkoslovakiet       |
| 1957 | Sverige           | Sovjetunionen    | Tjekkoslovakiet       |
| 1958 | Sovjetunionen     | Sverige          | Tjekkoslovakiet       |
| 1959 | Sovjetunionen     | Tjekkoslovakiet  | Sverige               |
| 1960 | Sovjetunionen     | Tjekkoslovakiet  | Sverige               |
| 1961 | Tjekkoslovakiet   | Sovjetunionen    | Sverige               |
| 1962 | Sverige           | Finland          | Norge                 |
| 1963 | Sovjetunionen     | Sverige          | Tjekkoslovakiet       |
| 1964 | Sovjetunionen     | Sverige          | Tjekkoslovakiet       |
| 1965 | Sovjetunionen     | Tjekkoslovakiet  | Sverige               |
| 1966 | Sovjetunionen     | Tjekkoslovakiet  | DDR                   |
| 1967 | Sovjetunionen     | Sverige          | Tjekkoslovakiet       |
| 1968 | Sovjetunionen     | Tjekkoslovakiet  | Sverige               |
| 1969 | Sovjetunionen     | Sverige          | Tjekkoslovakiet       |
| 1970 | Sovjetunionen     | Sverige          | Tjekkoslovakiet       |
| 1971 | Tjekkoslovakiet   | Sovjetunionen    | Sverige               |
| 1972 | Tjekkoslovakiet   | Sovjetunionen    | Sverige               |
| 1973 | Sovjetunionen     | Sverige          | Tjekkoslovakiet       |
| 1974 | Sovjetunionen     | Tjekkoslovakiet  | Sverige               |
| 1975 | Sovjetunionen     | Tjekkoslovakiet  | Sverige               |
| 1976 | Tjekkoslovakiet   | Sovjetunionen    | Sverige               |
| 1977 | Tjekkoslovakiet   | Sverige          | Sovjetunionen         |
| 1978 | Sovjetunionen     | Tjekkoslovakiet  | Sverige               |
| 1979 | Sovjetunionen     | Tjekkoslovakiet  | Sverige               |
| 1981 | Sovjetunionen     | Sverige          | Tjekkoslovakiet       |
| 1982 | Sovjetunionen     | Tjekkoslovakiet  | Sverige               |
| 1983 | Sovjetunionen     | Tjekkoslovakiet  | Sverige               |
| 1985 | Sovjetunionen     | Tjekkoslovakiet  | Finland               |
| 1986 | Sovjetunionen     | Sverige          | Finland               |
| 1987 | Sovjetunionen     | Tjekkoslovakiet  | Finland               |
| 1989 | Sovjetunionen     | Tjekkoslovakiet  | Sverige               |
| 1990 | Sverige           | Sovjetunionen    | Tjekkoslovakiet       |
| 1991 | Sovjetunionen     | Sverige          | Finland               |